# Vergilius Vaticanus

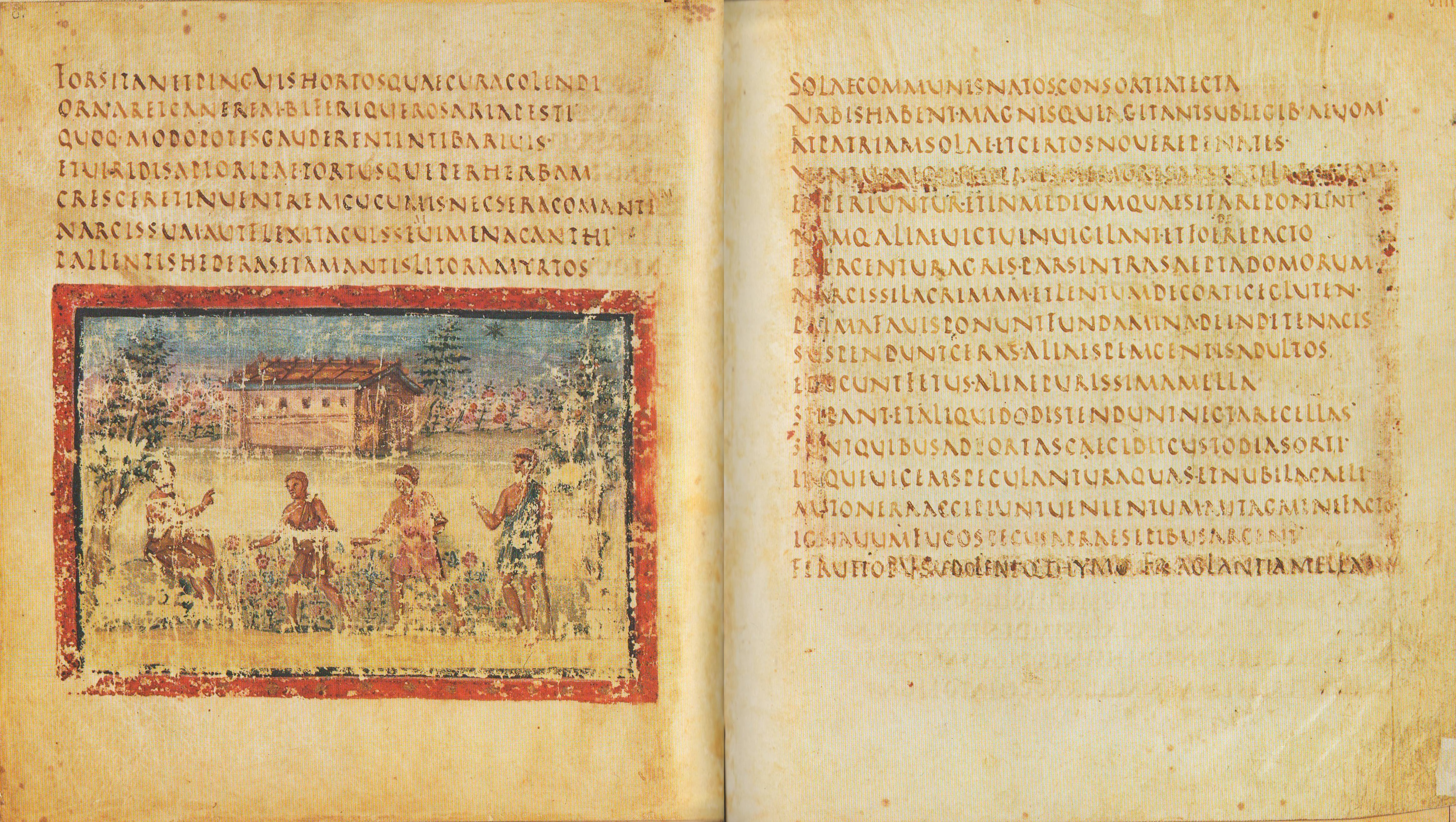
Vergilius Vaticanus, fol. 7v–8r (Georgica 4, 116–148): Das einfache Leben des alten Mannes aus Corycia

Vergilius Vaticanus wird ein um 400 n. Chr. in Capitalis rustica geschriebenes illuminiertes Manuskript genannt, das aus dem Vorbesitz von Pietro Bembo und Fulvio Orsini 1602 in die Biblioteca Apostolica Vaticana gelangte. Es enthält Werke des römischen Dichters Vergil: Fol. 1r–10r: Georgica (fragmentarisch). Fol. 11r–75v: Aeneis (fragmentarisch). Fol. 76r–v: Aeneis (Fragment des 5. Jahrhunderts).
Der Pergamentcodex trägt die Signatur BAV, Vaticanus latinus 3225. In den Ausgaben von Vergils Werken wird er unter der Sigle F geführt.

## Ein spätantikes Gesamtkunstwerk

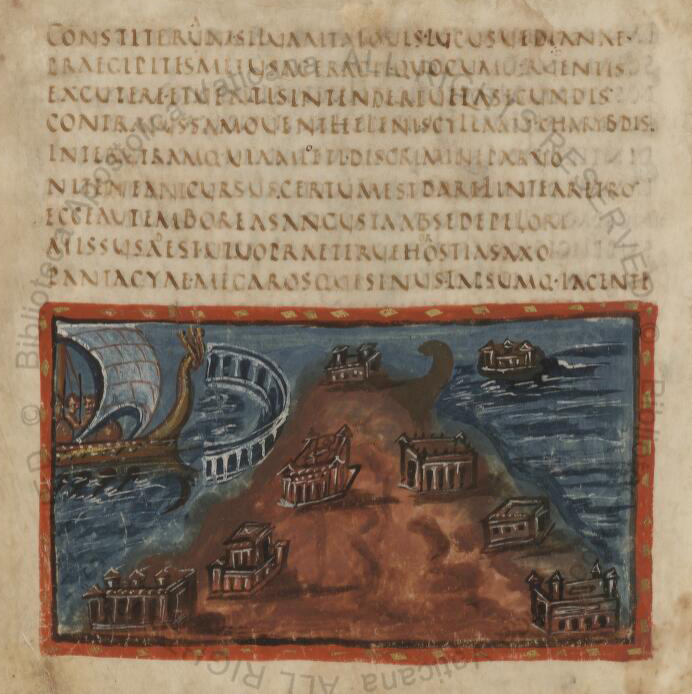
Fol. 31v: Aeneas umsegelt Sizilien und landet in Drepanum. Über dem Bild stehen die Verse 681–689 aus dem dritten Buch der Aeneis.

Mit seinen 50 (von ursprünglich ca. 245) Miniaturen auf 76 (von ursprünglich ca. 420) Blättern gilt der Vergilius Vaticanus heute als eines der Hauptwerke der spätantiken Buchmalerei, ältestes erhaltenes Beispiel einer illustrierten lateinischen Klassikerhandschrift und möglicherweise ältester in größerem Umfang erhaltener Codex der Werke Vergils.
Die Handschrift entstand zu einer Zeit, als viele Werke der Antike aus unhandlichen und leicht zerfallenden Papyrusrollen in Codices aus Pergament kopiert wurden. Der Kopist, der übrigens bei seiner Arbeit ziemlich sorglos war, machte es sich einfach und ließ immer dann Platz für Miniaturen, wenn es eine deutliche Wendung im Narrativ gab. Dies hatte zur Folge, dass die Größe des für die Miniaturen vorgesehenen Platzes variiert. Aus stilistischen Unterschieden lässt sich schließen, dass die Bilder von drei verschiedenen Miniaturisten stammen (fol. 1v–12v; fol. 13r–39v; fol. 40r–76v), es könnte jedoch auch sein, dass es sich beim ersten und dritten Miniaturisten um dieselbe Person handelt.
Die Illustrationen setzen sich vielfach aus Standardmustern zusammen, z. B. für Gebäude, Landschaft, Personen usw. und weisen noch Stilmerkmale der antiken Maltradition auf, wie man sie heute noch von Wandmalereien dieser Epoche kennt. In der spätantiken Buchmalerei stehen etwa noch die Ilias Ambrosiana (5./6. Jahrhundert), die Cotton-Genesis (5. Jahrhundert), die Wiener Genesis (6. Jahrhundert) und der Codex purpureus Rossanensis (6. Jahrhundert) in dieser Tradition. Für einige der Illustrationen des Vergilius Vaticanus lassen sich ikonographische Vorlagen nachweisen, die auf wesentlich frühere illustrierte Werke der griechischsprachigen hellenistischen Literatur zurückgehen müssen. Dagegen deuten die Illustrationen zum sogenannten Vergilius Romanus, einem etwas späteren Werk, das die gleichen Themen behandelt, eine Abwendung von diesem klassischen Formenkanon an. Der Vergleich der beiden Werke kann die Weiterentwicklung einer durch den Vergilius Vaticanus vertretenen Buchillustration der Antike zur mittelalterlichen Buchmalerei zeigen.
Das Layout mit einem zwar relativ zierlichen Seitenformat von ca. 22,5 cm Seitenhöhe und ca. 20 cm Breite, aber einem nahezu quadratischen Schriftspiegel von 21 Versen pro Seite, verleiht der Handschrift einen weniger monumentalen, sondern eher intimen Charakter für die Hand des Liebhabers.
Es gibt noch eine Reihe weiterer berühmter Vergilhandschriften der Spätantike.

## Besitz- und Rezeptionsgeschichte
Im 9. Jahrhundert hatte der damals offensichtlich noch fast vollständige Codex im Stift Saint-Martin de Tours, wohin er aus der Hofbibliothek Karls des Großen gelangt sein dürfte, als Vorlage für die Illustrationen der Vivian-Bibel gedient. Von dieser Verwendung zeugen Griffelspuren, die beim Abpausen zurückblieben. Im frühen 15. Jahrhundert wurde er von einem unbekannten französischen Humanisten entdeckt und bearbeitet (Bestimmung fehlender Seiten, Korrekturen, Anmerkungen, Nachzeichnung von Umrissen). Noch im 15. Jahrhundert wurde der Codex nach Italien überführt, wo weitere Blattverluste eintraten und, inzwischen getilgte und nicht mehr vollständig entzifferbare, Eintragungen von zwei unbekannten italienischen Humanisten vorgenommen wurden. Nach Rom gelangte er schließlich ca. 1514, wo der Maler Raffael eine Zeichnung unter Verwendung von Motiven aus dem Vergilius Vaticanus fertigte. Auch von weiteren Malern aus seinem Umkreis wurde der Codex nachweislich benutzt.

## Ausgaben
- Antiquissimi Virgiliani Codicis Fragmenta et Picturae ex Bibliotheca Vaticana. Ad priscas Imaginum formas A Petro Sancte Bartholi Incisae. Rom  R.C.A. Apostolicae apud Pedem Marmoreum 1742.
- Vergilius Vaticanus. Vollständige Faksimile-Ausgabe im Originalformat des Codex Vaticanus Latinus 3225 der Biblioteca Apostolica Vaticana (= Codices Selecti. Band 71). Akademische Druck- u. Verlagsanstalt, Graz 1984, ISBN 3-201-01147-9.

Die Handschrift wurde 2016 von der Vatikanbibliothek digitalisiert.

## Beschreibungen der Illustrationen – technische Aspekte
Von den 50 erhaltenen Miniaturen des Vergilius Vaticanus illustrieren 9 die Georgica und 41 die Handlung der Aeneis. Der Link in der Quellenangabe zu jeder Abbildung führt jeweils direkt zu der betreffenden Seite im Bildbetrachter der Vatikanbibliothek. Dieser ermöglicht es, die Bilder stark zu vergrößern und im Codex zu blättern.
Legende zu den Blattbezeichnungen: Fol. = folio: auf dem Blatt; r = recto: auf der Vorderseite; v = verso: auf der Rückseite.
Die Bilder illustrieren in der Regel die Verse Vergils, die im Codex unmittelbar folgen (seltener gehen einige der zugehörigen Verse dem betreffenden Bild voran). Die Angaben dazu sind im Kommentar zum Faksimile zu finden. Sie lassen sich leicht nachprüfen, da auf den meisten Seiten der Handschrift zumindest einige Wörter relativ gut lesbar sind. Die zitierten lateinischen Verse wurden dem Text der Georgica bzw. der Aeneis bei Wikisource entnommen, der auf der Ausgabe von James B. Greenough aus dem Jahr 1900 basiert. a Die deutschen Übersetzungen stammen von Johann Heinrich Voß (1821), wobei veraltete Schreibweisen, z. B. „Antliz“, „Thor“, „Lerm“, „daß“, stillschweigend korrigiert wurden. (Voß übersetzte für die damalige Zeit erstaunlich genau und gab zudem den Klang von Vergils Hexametern wieder. Neuere Übersetzungen sind urheberrechtlich geschützt.)

## Die Georgica-Illustrationen

### Drittes Buch
Vorangestellt ist auf fol. 1r eine Miniatur zum 3. Buch der Georgica mit sechs Szenen:
Hirten (3,1–2);
stehender Mann, der eine auf einem Thron sitzende Person anspricht (3,4);
Herkules tötet Busiris (3,5);
Hylas wird von Nymphen in eine Quelle gezogen (3,6);
Latona entkommt der Python auf Delos (3,6);
Triumphszene (3,10–15).
Der zugehörige Text (3,1–21) steht auf der Rückseite (fol. 1v).
Fol. 2r: Juno quält Io; Schutz trächtiger Kühe vor den Bremsen in Lukanien.
Der zugehörige Text (3,146–162) steht auf der Rückseite (fol. 2v).
Georg. 3,146–156: Est lucos Silari circa ilicibusque virentem / plurimus Alburnum volitans, cui nomen asilo / Romanum est, oestrum Grai vertere vocantes, / asper, acerba sonans, quo tota exterrita silvis / diffugiunt armenta, furit mugitibus aether / concussus silvaeque et sicci ripa Tanagri. / hoc quondam monstro horribilis exercuit iras / Inachiae Iuno pestem meditata iuvencae. / hunc quoque (nam mediis fervoribus acrior instat) / arcebis gravido pecori, armentaque pasces / sole recens orto aut noctem ducentibus astris.
Um des Silarus b Hain' und eichenbelaubten Alburnus / flieget in Meng' ein Bremsengeschlecht, c das Asilus der Römer, / heimisch nennt, und Oestros die Fremdlingssprache der Griechen, / zornig und wilden Gebrumms, dass umher voll Angst in den Wäldern / flieht die verwilderte Herd'; es rast vom Gebrülle der Äther / weit durchbebt, Bergwaldung und Ufer des trocknen Tanagrus. / Durch dies Scheusal übte vordem Grauntaten des Zornes / an der inachischen Kuh d die unheilsinnende Juno. / Vor ihm, denn in des Tages Entflammungen stürmt es mit Wut an, / schütze das trächtige Vieh im Geheg' und weide die Rinder, / wenn aufstrahlte die Sonn' und wenn mit Sternen die Nacht kommt.
Fol. 3r: Pflege und Training von Jungvieh.
Georg. 3,163–178: Tu quos ad studium atque usum formabis agrestem, / iam vitulos hortare viamque insiste domandi, / dum faciles animi iuvenum, dum mobilis aetas. / ac primum laxos tenui de vimine circlos / cervici subnecte; dehinc, ubi libera colla / (fol. 3v:) servitio adsuerint, ipsis e torquibus aptos / iunge pares, et coge gradum conferre iuvencos; / atque illis iam saepe rotae ducantur inanes / per terram, et summo vestigia pulvere signent; / post valido nitens sub pondere faginus axis / instrepat, et iunctos temo trahat aereus orbis. / interea pubi indomitae non gramina tantum / nec vescas salicum frondes ulvamque palustrem, / sed frumenta manu carpes sata; nec tibi fetae / more patrum nivea implebunt mulctraria vaccae, / sed tota in dulcis consument ubera natos.
Welche du aber zu Fleiß und Landarbeiten bestimmest, / bändige schon als Kälber und lehre sie strengere Sitten, / weil noch bildsam das junge Gemüt, noch biegsam das Alter. / Knüpfe zuerst um den Hals von der Weide dünnem Gesprosse / weitgebogene Reif', und ward ihr freierer Nacken / nun zum Dienste gewöhnt, dann füg', an den Banden vereinigt, / gleiche Paar' und zwinge den Schritt zu gesellen die Stiere. / Oft nunmehr heiß jene dir ziehn und beladene Wagen / durch das Gefild' und oben den Staub mit dem Gleise bezeichnen; / bis von mächtiger Last die buchene Achse beschweret knarrt, / und die eherne Deichsel verbundene Räder einherrollt. / Reich' ungebändigter Jugend indes nicht Gräser allein dar, / oder der Weide magres Gesproß und sumpfiges Teichschilf, / raufe auch grünes Getreid' in der Hand. Auch müsse die Melkkuh / nicht nach der Väter Gebrauch weißschäumende Kübel dir füllen; / ganz auf die trautesten Kinder verwandt sei die Fülle des Euters.
Fol. 4v: Bullen kämpfen und ein besiegter Bulle trainiert.
Georg. 3,209–214 (unter dem Bild): Sed non ulla magis vires industria firmat, / quam Venerem et caeci stimulos avertere amoris, / sive boum sive est cui gratior usus equorum, / atque ideo tauros procul atque in sola relegant / pascua post montem oppositum et trans flumina lata, / aut intus clausos satura ad praesepia servant.
Doch kein emsiger Fleiß erhöhet die Kräfte so mächtig, / als wenn du Venus' Gelüst und blinde Betörungen abwehrst, / ob nun der Ross', ob mehr der Rinder Gebrauch dir erwünscht ist. / Drum verbannt man ferne die Stier' in einsame Weiden, / hinter versperrenden Berg, jenseits breitströmender Flüsse, / oder man hält sie daheim an vollen Krippen gebunden.
Fol. 6r: Tränken der Herden an einem Sommervormittag. 
Georg. 3,323–330 (unter dem Bild, kaum lesbar, da die Schrift der Rückseite durchscheint): At vero Zephyris cum laeta vocantibus aestas / in saltus utrumque gregem atque in pascua mittet, / Luciferi primo cum sidere frigida rura / carpamus, dum mane novum, dum gramina canent / et ros in tenera pecori gratissimus herba. / inde ubi quarta sitim caeli collegerit hora / (fol. 6v:) et cantu querulae rumpent arbusta cicadae, / ad puteos aut alta greges ad stagna iubebo / currentem ilignis potare canalibus undam; / …
Aber sobald dem Rufe der Zephire fröhlich der Sommer / beiderlei Herd' in Weiden und bergige Wälder entsendet, / früh mit dämmerndem Lichte des Lucifer eil' in die kühlen / Felder hinaus, wenn der Morgen noch jung, noch graulich der Rasen / blinkt, und lieblich der Herd' auf zartem Grase der Tau ist. / Hat nun den Durst die vierte der Himmelsstunden entzündet, / und durchschwirrt Baumreben Gesang wehklagender Grillen, / führe zum Brunnen das Vieh und hinab zum niederen Landsee, / aus den eichenen Rinnen die laufende Welle zu trinken.

### Viertes Buch
Fol. 7v: Das einfache Leben des alten Mannes von Corycia.
Georg. 4,116–148 (fol. 6r): Atque equidem , extremo ni iam sub fine laborum / vela traham et terris festinem advertere proram, / (fol. 7v über dem Bild:) forsitan et pingues hortos quae cura colendi / ornaret, canerem, biferique rosaria Paesti, / quoque modo potis gauderent intiba rivis / et virides apio ripae, tortusque per herbam / cresceret in ventrem cucumis; nec sera comantem / narcissum aut flexi tacuissem vimen acanthi / pallentesque hederas et amantes litora myrtos. / (Die Seite mit den folgenden Versen, auf welche sich die Illustration bezieht, fehlt im Codex:) Namque sub Oebaliae memini me turribus arcis, / qua niger umectat flaventia culta Galaesus, / Corycium vidisse senem, cui pauca relicti / iugera ruris erant, nec fertilis illa iuvencis / nec pecori opportuna seges nec commoda Baccho. / Hic rarum tamen in dumis olus albaque circum / lilia verbenasque premens vescumque papaver / regum aequabat opes animis seraque revertens / nocte domum dapibus mensas onerabat inemptis. / …
Wenn ich nunmehr nicht nahe zum Ziel arbeitend die Segel / reffte, nicht ans Gestade das Vorschiff eilte zu lenken, / dann, wie ergiebige Gärten mit Sorgfalt schmückt der Besteller, / säng' ich vielleicht auch die Rosen des zweimal blühenden Pästum. e / Wie die Endivie sich des Trankes der Bäche erfreuet, / und ihr Bord, von Eppich umgrünt, wie, die Gräser umschlängelnd, / Rund zum Bauch die Melone schwillt, nicht des späten Narzissus / buschigen Flor, noch gebogene Akanthusranken verschwieg ich, / oder des Efeus Hell' und den Meerstrand liebende Myrten. / Denn vordem an der hohen Öbalia türmenden Mauern, / wo der dunkle Galäsus die gelblichen Äcker befeuchtet, / sah ich einen Korykiergreis, der verlassenen Landes / wenige Morgen besaß, und nicht einträglich dem Pflugstier, / noch anlockende Weide dem Vieh, noch gefällig der Rebe. / Doch weitzeilig Gemüs' in dem Dornwall, rings auch mit weißen / Lilien, heiliges Grün und zehrende Mohne sich pflanzend, / reich wie Könige war er an Mut, und wenn er am Abend / spät heimkam, Festschmäuse bedeckten den Tisch unerkauft ihm. / …
Fol. 8v: Zyklopen arbeiten in der Schmiede, während der Dichter zuschaut und oben Bienen fliegen. (Vergil vergleicht das emsige Treiben der Bienen mit der Arbeit der Zyklopen.)
Georg. 4,170–178 (unter dem Bild): Ac veluti lentis Cyclopes fulmina massis / cum properant, alii taurinis follibus auras / accipiunt redduntque, alii stridentia tingunt / aera lacu; gemit impositis incudibus Aetna; / illi inter sese magna vi bracchia tollunt / (Die Seite mit den folgenden Versen fehlt im Codex:) in numerum versantque tenaci forcipe ferrum: / non aliter, si parva licet componere magnis, / Cecropias innatus apes amor urget habendi, / munere quamque suo. …
Und gleichwie der Zyklopen f Betrieb zäh flüssige Barren / emsig in Blitz' ausdehnt, ein Teil mit Bälgen von Stierhaut / Luft einhaucht und verbläst, ein Teil in den zischenden Kühltrog / tauchet das Erz, laut dröhnt von Amboßschlägen der Ätna, / all' itzt, froh Wettschwungs, kraftvoll rings, heben die Arm' auf, / Hämmern im Takt und drehen mit kneipender Zange das Eisen, / weniger nicht, wenn Kleines geziemt zu vergleichen mit Großem, / drängt cekropische Bienen die angestammte Gewinnsucht, / jede nach eigenem Amt. …
Fol. 9r: Orpheus betritt die Unterwelt, wo sich Eurydike, Zerberus, Ixion und eine Anzahl von Schatten befinden.
Georg. 4,471–475 (unter dem Bild): At cantu commotae Erebi de sedibus imis / umbrae ibant tenues simulacraque luce carentum, / quam multa in foliis avium se milia condunt, / vesper ubi aut hibernus agit de montibus imber, / matres atque viri defunctaque corpora vita / magnanimum heroum …
Aber es schwebten, gerührt vom Gesang, aus Erebus' Tiefen / luftige Schatten daher und dem Leben entschwundne Gestalten, / zahllos, so wie im Laube sich Tausende bergen der Vögel, / nachtet es, oder verscheucht vom Gebirge sie winternder Regen: / Mütter zugleich, und Männer, und einst großherziger Helden / herrliche Riesengestalt …
Fol. 10r: Proteus springt ins Wasser.
Georg. 4,528–529: Haec Proteus, et se iactu dedit aequor in altum, / quaque dedit, spumantem undam sub vertice torsit.
Proteus sprach's, und plötzlich hinab in die Tiefe des Meeres / sprang er und dreht' im Wirbel die weiß aufschäumende Woge.

## Die Aeneis-Illustrationen

### Erstes Buch
Ein furchtbarer Sturm, den Juno veranlasst hatte, hat die trojanischen Schiffe zur nordafrikanischen Küste getrieben. Dank Neptuns Eingreifen haben die meisten Trojaner überlebt, aber die Schiffe sind stark beschädigt und landen an verschiedenen Stellen der Küste. Dem Aeneas begegnet seine Mutter Venus in der Gestalt eines einheimischen Mädchens und weist ihm den Weg zur nahe gelegenen Stadt Karthago.
Fol. 13r: Aeneas und Achates betrachten von einem Hügel aus die Stadt Karthago und verfolgen die Bauarbeiten.
Aen. 1, 419–438: lat. / dt.
… iamque ascendebant collem, qui plurimus urbi / imminet adversasque aspectat desuper arces. / Miratur molem Aeneas, magalia quondam, / miratur portas strepitumque et strata viarum. (419–422)
Und schon steigen den Hügel sie aufwärts, welcher die Stadt hoch / Überragt, und das Antlitz der Burg anschauet von oben. / Staunend erblickt Aeneas den Bau, einst ländliche Hüttlein; / Staunend die Tor', und den Lärm, und die langgepflasterten Straßen.
Fol. 16r: Aeneas und Achates erscheinen vor Karthagos Königin Dido, als die Wolke sich auflöst, in die Venus sie gehüllt hat. (Nach rechts läuft wohl der Bote, den Dido eben ausgesandt hat, um nach Aeneas zu suchen.)
Aen. 1, 586–610: lat. / dt. (Unter dem Bild stehen die Verse 586–590.)
Vix ea fatus erat, cum circumfusa repente / scindit se nubes et in aethera purgat apertum. / Restitit Aeneas claraque in luce refulsit, / os umerosque deo similis … (586–589)
Kaum dies hatt' er gesagt, als schnell des umwallenden Nebels / Hülle zerreißt, und gelöst in offenen Äther sich läutert. / Siehe da stand Aeneas, und strahlt' in der Helle des Tages, / Hehr an Schulter und Haupt, wie ein Gott …
Fol. 17r: Venus („Cytherea“ g) beauftragt ihren Sohn Cupido (Amor), an Didos Gastmahl die Rolle ihres Enkels Ascanius zu übernehmen. Cupido soll dafür sorgen, dass sich Dido in Aeneas verliebt. Ascanius wird unterdessen entrückt (ins Venus-Heiligtum von Idalium auf Zypern) und in Schlaf versetzt.
Aen. 1, 657–694: lat. / dt. (Über dem Bild stehen die Verse 654–656, darunter die Verse 657–659.)
At Cytherea novas artes, nova pectore versat / consilia, ut faciem mutatus et ora Cupido / pro dulci Ascanio veniat donisque furentem / incendat reginam, atque ossibus implicet ignem. (657–660)
Neue Kunst nun wendet in sinnender Brust Cytherea, / Neuen Entwurf: dass Cupido, Gestalt umtauschend und Antlitz, / Statt des süßen Askanius komm', und mit Gaben zu Wahnsinn / Zünde der Königin Herz, und Glut den Gebeinen entflamme.

### Zweites Buch
Im zweiten und dritten Buch der Aeneis erzählt Aeneas an Didos Gastmahl ausführlich vom Untergang seiner Heimatstadt Troja und von seinen anschließenden Irrfahrten.
Fol. 18v: Der Priester Laokoon wird zusammen mit seinen Söhnen von zwei Riesenschlangen getötet, während er dem Gott Neptun einen Stier opfert. Denn Minerva will verhindern, dass die Trojaner Laokoons Warnung vor dem Pferd Glauben schenken.
Nicht nur Laokoon ist zweimal dargestellt, sondern auch die Schlangen (beschriftet mit angues = Schlangen): Das Bild ist zweigeteilt wie ein Comicstrip. Die linke Bildhälfte zeigt Phase 1 (die Schlangen sind unterwegs, während Laokoon nichts ahnend das Opfer darbringt), die rechte Phase 2 (die Schlangen erfüllen ihren Auftrag). Im Hintergrund links ist der Minervatempel als „Schlangennest“ zu sehen.
Aen. 2, 199–231: lat. / dt. (Über dem Bild stehen die Verse 191–198.)
Laocoon, ductus Neptuno sorte sacerdos, / sollemnis taurum ingentem mactabat ad aras. / Ecce autem gemini a Tenedo tranquilla per alta / (horresco referens) immensis orbibus angues / incumbunt pelago pariterque ad litora tendunt. (201–205)
Priester, gezogen durch Los, war Laokoon dort dem Neptunus, / Dem den gewaltigen Stier an den Festaltären er weihte. / Siehe von Tenedos her, zwiefach durch stille Gewässer / Nah'n (ich erzähle mit Grau'n!) unermesslich kreisende Schlangen, / Über das Meer sich dehnend, und streben zugleich an das Ufer.
Fol. 19r: Mitten in der Nacht steigen die Griechen aus dem Pferd und töten die Wächter. Die meisten Trojaner schlafen tief nach reichlichem Weingenuss, da sie den vermeintlichen Abzug der griechischen Belagerer gefeiert haben.
Aen. 2, 250–267: lat. / dt. (Unter dem Bild stehen die Verse 254–258.)
… Illos patefactus ad auras / reddit equus laetique cavo se robore promunt / Thessandrus Sthenelusque duces et dirus Ulixes, / demissum lapsi per funem … / Invadunt urbem somno vinoque sepultam; / caeduntur vigiles … (259–262; 265–266)
… An die Luft gibt jetzo geöffnet / Jene der Gaul: froh eilen, des hohlen Gebälks sich entkerkernd, / Sthenelus und Thessandrus der Fürst und der
grause Ulysses, / Gleitend am Seile herab … (Es folgen weitere Namen von Griechen.) / Und sie bestürmen die Stadt, die von Wein und Schlafe betäubt lag. / Niedergehau'n sind die Wächter …
Fol. 19v: Im Traum erscheint dem Aeneas der Geist des von Achilleus getöteten trojanischen Helden Hektor. Er warnt den schlafenden Aeneas, dass Troja von den Griechen eingenommen und nicht mehr zu retten sei; Aeneas solle also fliehen und den heimischen Göttern jenseits des Meeres eine neue Stadt errichten.
Aen. 2, 268–297: lat. / dt. (Über dem Bild stehen die Verse 259–267.)
In somnis, ecce, ante oculos maestissimus Hector / visus adesse mihi largosque effundere fletus … / „Heu fuge, nate dea, teque his“ ait „eripe flammis! / Hostis habet muros; ruit alto a culmine Troia. …“ (270–271; 289–290)
Jetzo im Traum, o siehe, der jammervolleste Hektor / Schien mir vor Augen zu stehn und bittere Tränen zu weinen … / „Fleuch, o der Göttin Sohn, und entreiß dich“, ruft er, „den Flammen! / Feinde beherrschen die Stadt; hin stürzt die erhabene Troja. …“
Fol. 22r: Auf der rechten Bildseite: Aeneas will sich in den Kampf stürzen; seine Ehefrau Crëusa versucht ihn zurückzuhalten. Links: Die Götter geben der Familie ein Zeichen: Eine Flamme in der Form einer Königs-Tiara (apex, eine spitze Mütze) erscheint auf dem Kopf des Knaben Ascanius (Julus). Sie ist harmlos, aber die Diener (im Text: „wir“) versuchen sie zu löschen. Aeneas' Vater Anchises erkennt das Götterzeichen, erhebt die Hände zum Himmel und bittet Jupiter um eine Bestätigung des Zeichens.
Aen. 2, 671–691: lat. / dt. (Unter dem Bild stehen die Verse 673–678.)
… ecce levis summo de vertice visus Iuli / fundere lumen apex … / At pater Anchises oculos ad sidera laetus / extulit et caelo palmas cum voce tetendit: / „Iuppiter omnipotens, precibus si flecteris ullis, aspice nos …“ (682–683; 687–690)
Siehe da scheint leicht her von der oberen Scheitel Iulus' / Spitzig zu leuchten ein Glanz … / Aber der Greis Anchises erhob zu den Sternen die Augen, / Fröhlichen Muts, und streckte die Händ' ausrufend gen Himmel: / „Jupiter, o wenn dich ein Gebet, Allmächtiger, rühret, / Schau uns an …“

### Drittes Buch
Fol. 23r: Aeneas und die Menschen, die ihm aus der zerstörten Stadt Troja gefolgt sind, haben Schiffe gebaut und verlassen nun die Heimat. Sie segeln nach Thrakien.
Aen. 3, 1–12: lat. / dt. (Das Bild ist dem Anfang des 3. Buches vorangestellt.)
… diversa exsilia et desertas quaerere terras / auguriis agimur divum, classemque sub ipsa / Antandro et Phrygiae molimur montibus Idae, / incerti quo fata ferant, ubi sistere detur, / contrahimusque viros. … (4–8)
… Ferne Verbannungen jetzt und verlassene Lande zu suchen, / Treibt uns hinweg der Götter Verkündigung; und wir erbaun uns / Unter Antandros die Flott' und den Höhn des phrygischen Ida, / Zweifelnd, wohin das Geschick uns trag' und wo Ruhe vergönnt sei; / Und wir versammeln die Schar. …
Fol. 24v: An der Küste Thrakiens beginnen die Trojaner mit dem Bau einer Stadt. Aeneas bringt Opfer dar, um die Unterstützung der Götter für sein Vorhaben zu gewinnen. Dem Jupiter will er einen weißen Stier opfern. Auf einem nahen Hügel reißt er Zweige aus dem Boden, um damit den Altar zu bedecken – aber Blut tropft aus den Zweigen, und Aeneas hört die Stimme des von Thrakern ermordeten Priamussohnes Polydorus, die ihn vor diesem Land warnt. – Auf dem Grabmal ist zu lesen: TUMULUS POLYDORI – Grab des Polydorus.
Aen. 3, 19–48: lat. / dt. (Auf der Vorderseite des Blattes steht der Anfang des 3. Buches, Verse 1–12.)
… superoque nitentem / caelicolum regi mactabam in litore taurum. / Forte fuit iuxta tumulus … / Accessi viridemque ab humo convellere silvam / conatus, ramis tegerem ut frondentibus aras, / horrendum et dictu video mirabile monstrum. (20–22; 24–26)
… und schlachtet' am Ufer / Einen glänzenden Stier dem erhabenen König des Himmels. / Nahe dabei war ein Hügel … / Dorthin wandt' ich den Schritt; und indem ich
grünende Waldung / Rang aus der Erde zu drehn, um in Laub die Altäre zu hüllen, / Seh' ich die grässliche Schau des seltsam lautenden Wunders.
Fol. 27r: An der Küste Kretas steht eine verlassene Stadt; die Gegend wird nicht mehr von Menschen bewohnt. Die Trojaner segeln dorthin (weil Anchises ein Orakel falsch gedeutet hat).
Aen. 3, 121–134: lat. / dt. (Über dem Bild stehen die Verse 121–123, darunter die Verse 124–126.)
Fama volat pulsum regnis cessisse paternis / Idomenea ducem, desertaque litora Cretae, / hoste vacare domum sedesque astare relictas. (121–123)
Sage fliegt, dass vertrieben Idomeneus wandre, der König, / Aus dem ererbeten Reich und Kretas Ufer geräumt sei; / Nirgendwo hause der Feind und die Wohnungen stehen verlassen.
Fol. 28r: In Kreta werden die Trojaner von Seuchen und Missernten heimgesucht. Im Traum erscheinen dem Aeneas die Penaten, die Götter der Familie und der Heimat, und weisen ihn nach Italien.
Aen. 3, 147–171: lat. / dt. Unter dem Bild stehen die folgenden Verse:
Nox erat et terris animalia somnus habebat: / Effigies sacrae divum Phrygiique penates, / quos mecum a Troia mediisque ex ignibus urbis / extuleram, visi ante oculos astare iacentis / in somnis multo manifesti lumine, qua se / plena per insertas fundebat luna fenestras. (147–152)
Nacht war's, und in den Landen, was atmete, deckte der Schlummer, / Siehe , die heiligen Göttergebild' und Phryger-Penaten, / Die ich von Troja zugleich aus der Stadt aufflammendem Brande / Rettete, scheinen nunmehr vor den Blick zu treten dem schlaflos / Liegenden, deutlich erkannt in heller Umschimmerung, wo sich / Klar durch offene Gitter der Wand eindrängte der Vollmond.
Fol. 31v: Nach einer kleinen „Odyssee“ erreichen die trojanischen Schiffe schließlich Sizilien. Sie laufen in den Hafen von Drepanum ein – die letzte Station der Irrfahrten, bevor Junos Sturm die Flotte nach Karthago treibt. In Drepanum stirbt alsbald der greise Anchises. – Das Bild ist eine Landkarte der Nordwestspitze von Sizilien mit dem Zielhafen an der richtigen Stelle. Jedes Gebäude steht für eine Stadt.
Aen. 3, 699–715: lat. / dt. (Über dem Bild stehen die Verse 681–689.)
Hinc Drepani me portus et inlaetabilis ora / accipit. Hic pelagi tot tempestatibus actus / heu, genitorem, omnis curae casusque levamen, / amitto Anchisen. … (707–710)
Jetzo empfängt dein Port und das freudenlose Gestad' uns, / Drepanon. Hier, da im Meere so manch Unwetter vorbeizog, / Wird mir ach! mein Vater, der Leid und Sorge gelindert, / Wird mir Anchises geraubt! …

### Viertes Buch
Fol. 33v: Das Gastmahl ist vorbei; Aeneas hat seine Erzählung beendet. Dido steht unter Amors Einfluss. Sie bringt Opfer dar, vor allem der Juno, der Beschützerin Karthagos und Göttin der Ehe. Dido ist genau nach Vergils Beschreibung dargestellt.
Aen. 4, 56–61: lat. / dt. Unter dem Bild stehen die folgenden Verse:
Principio delubra adeunt pacemque per aras / exquirunt; mactant lectas de more bidentis / legiferae Cereri Phoeboque patrique Lyaeo, / Iunoni ante omnis, cui vincla iugalia curae. / Ipsa tenens dextra pateram pulcherrima Dido / candentis vaccae media inter cornua fundit … (56–61)
Tempel besuchen sie stracks und erflehn an Götteraltären / Frieden und Heil; sie opfern erkorene Schafe dem Phöbus, / Dir, anordnende Ceres, und dir, o Vater Lyäus, / Doch der Juno zumeist, die das Band der Vermählungen knüpfet. / Jene, die Schal' in der Hand, die an Reiz holdselige Dido, / Strömt der schimmernden Kuh den Festwein zwischen die Hörner …
Fol. 35v: Dido und Aeneas sind sich bereits allzu nahe gekommen; der Götterbote Mercurius muss auf Jupiters Geheiß intervenieren, damit Aeneas nicht in Karthago hängen bleibt. Als Mercurius landet, beaufsichtigt Aeneas gerade Bauarbeiten an der Stadt; er trägt einen prächtigen Mantel und ein schmuckes Schwert, Geschenke Didos. – Auf dem beschädigten Bild ist von Aeneas nur noch ein Bein erkennbar.
Aen. 4, 259–282: lat. / dt. (Unter dem Bild stehen die Verse 252–257, die Merkurs Flug beschreiben.)
Ut primum alatis tetigit magalia plantis, / Aenean fundantem arces ac tecta novantem / conspicit. … / Continuo invadit: „Tu nunc Karthaginis altae / fundamenta locas pulchramque uxorius urbem / exstruis? Heu, regni rerumque oblite tuarum! …“ (259–261; 265–267)
Als mit geflügelter h Sohl' er berührt die afrischen i Hütten, / Schaut er, wie dort Äneas Paläst' auftürmet' und Häuser / Gründete. … / Plötzlich fährt er ihn an: „Du legst der hohen Karthago / Jetzo den Grund, und herrlich empor, Weibsüchtiger, bauest / Hier du die Stadt, dein Reich und die eigene Macht so vergessend? …“
Fol. 36v: Aeneas muss Karthago und Dido schweren Herzens verlassen, denn ihm ist es beschieden, eine eigene Stadt in Italien zu gründen. Dido hat erfahren, dass er insgeheim die Schiffe zur Abfahrt bereitmachen lässt (in der Absicht, sich ihr bei passender Gelegenheit zu erklären), und stellt ihn zur Rede. Das Bild zeigt auf den ersten Blick eine gewöhnliche Abschiedsszene; nur bei genauerem Hinsehen kann man vermuten, dass Dido nicht einfach Lebewohl sagt. Gemäß Vergils Erzählung ist sie außer sich vor Schmerz und Empörung; am Ende ihrer langen Rede verwünscht sie Aeneas und lässt ihn stehen.
Aen. 4, 296–392: lat. / dt. (Unter dem Bild stehen die Verse 305–310.)
Tandem his Aenean compellat vocibus ultro: / „Dissimulare etiam sperasti, perfide, tantum / posse nefas tacitusque mea decedere terra? / Nec te noster amor nec te data dextera quondam / nec moritura tenet crudeli funere Dido? (…)“ (304–308)
Endlich wendet sie nun freiwillig das Wort zu Äneas: / „Auch zu verhehlen sogar, Bundbrüchiger, solcherlei Frevel / Hast du gehofft und heimlich aus meinem Gebiet zu entweichen? / Nicht hält unsere Lieb' und nicht der gegebene Handschlag, / Nicht auch hält dich die bald grausam hinsterbende Dido? (…)“
Fol. 39v: Mercurius hat Aeneas im Traum dazu aufgefordert, sofort wegzusegeln. In der Morgendämmerung sieht Dido, wie die trojanischen Schiffe den Hafen von Karthago verlassen. Sie lässt ihrer Verzweiflung freien Lauf und wünscht Aeneas alles Unheil.
Aen. 4, 584–629: lat. / dt. (Über dem Bild stehen die Verse 576–583.)
Regina e speculis ut primam albescere lucem / vidit et aequatis classem procedere velis, / litoraque et vacuos sensit sine remige portus, / terque quaterque manu pectus percussa decorum / flaventisque abscissa comas „Pro Iuppiter! Ibit / hic“, ait „et nostris inluserit advena regnis? (…)“ (586–591)
Dido, sobald von der Warte sie hell nun werden den Schimmer / Sah und die Flott' abziehen mit gleich hinschwebenden Segeln, / Leer die Gestad' und leer vom Ruderer schauend den Hafen, / Wild um den reizenden Busen zerschlägt sie sich dreimal und viermal, / Und wie die goldenen Locken sie rauft: „O Jupiter! Gehn soll / Er? Und“, ruft sie, „gehöhnt hat unseres Reiches der Fremdling? (…)“
Fol. 40r: Dido liegt auf ihrem Bett; darunter ist der Scheiterhaufen zu sehen, den sie unter einem Vorwand errichten ließ. Mit dem Schwert in der Hand hält sie ihren Schlussmonolog.
Aen. 4, 642–662: lat. / dt. (Auf der Rückseite des Blattes stehen die Verse 651–662.)
„Dulces exuviae, dum fata deusque sinebat, / accipite hanc animam meque his exsolvite curis. / Vixi et quem dederat cursum Fortuna peregi, / et nunc magna mei sub terras ibit imago. / Urbem praeclaram statui, mea moenia vidi, / ulta virum poenas inimico a fratre recepi, / felix, heu nimium felix, si litora tantum / numquam Dardaniae tetigissent nostra carinae.“ (651–658)
„Teuere Liebesgeschenk', j als Gott und Geschick es vergönnte, / Nehmt die ermüdete Seel', und befreit mich solcher Betrübnis! / Ja ich lebt', und den Lauf, den das Los mir beschieden, vollbracht' ich; / Und nun wandelt mein Geist, ein erhabenes Bild, zu den Schatten. / Herrliche Stadt, dich schuf ich, und sah mir eigene Mauern, / Rächte den Mann und strafte den unbarmherzigen Bruder. k / Glückliche, ach vielleicht zu Glückliche, wären doch niemals / Hier dardanische Kiel', l an unserer Küste gelandet!“
Fol. 41r: Dido ist tot. m Ihre Gefährtinnen und Didos Schwester Anna beginnen das Klage- und Trauerritual.
Aen. 4, 663–705: lat. / dt. Unter dem Bild stehen die folgenden Verse:
Dixerat, atque illam media inter talia ferro / conlapsam aspiciunt comites, ensemque cruore / spumantem sparsasque manus. It clamor ad alta / atria: concussam bacchatur Fama per urbem. / Lamentis gemituque et femineo ululatu / tecta fremunt, resonat magnis plangoribus aether … (663–668)
Als sie noch redete, schnell in der Mitte des Worts von dem Stahle / Sehn sie gesunken die Fraun des Geleits, und die Klinge mit Blut ihr / Rot umschäumt und die Hände bespritzt. Hell tönt in die hohen / Säl' ihr Schrei, und es tobt das Gerücht die erschütterte Stadt durch. / Voll Wehklag' und Jammer und weiblichem Trauergeheul hallt / Jegliches Haus; es erbebt in dem Leidaufruhre der Äther …

### Fünftes Buch
Fol. 42r: Während der Fahrt nach Italien legen die Trojaner auf Sizilien einen Zwischenhalt ein. Genau ein Jahr nach dem Tod von Aeneas' Vater Anchises veranstalten sie zu seinen Ehren sportliche Wettkämpfe; den Auftakt macht eine Regatta von vier trojanischen Schiffen.
Aen. 5, 114–150: lat. / dt. (Über dem Bild stehen die Verse 109–113.)
Prima pares ineunt gravibus certamina remis / quattuor ex omni delectae classe carinae.  (114–115)
Erst nun gehn in den Kampf, sich gleich an gewaltigen Rudern, / Vier aus dem ganzen Geschwader mit Fleiß erkorene Barken.
Fol. 43v: Auch dieses Bild ist derselben Regatta gewidmet, die Vergil ausführlich beschrieb.
Aen. 5, 151–243: lat. / dt. (Unter dem Bild stehen die Verse 151–158.)
Effugit ante alios primisque elabitur undis / turbam inter fremitumque Gyas; quem deinde Cloanthus / consequitur, melior remis, sed pondere pinus / tarda tenet. Post hos aequo discrimine Pristis / Centaurusque locum tendunt superare priorem; … (151–155)
Schleunig entflieht vor den andern und schlüpft in die vorderen Wellen / Gyas, umlärmt vom Gewühl Zujauchzender. Nächst ihm Kloanthus / Rauscht mit besserem Ruder daher; doch die Last des Gebälkes / Hemmt den Lauf. Nach diesen sind gleich abstehend der Wallfisch / Und die Centaurin entbrannt, den vorderen Ort zu gewinnen …
Fol. 44v: Venus bittet den Meeresgott Neptunus, ihren Sohn Aeneas während seiner Fahrt nach Italien vor Junos Zorn zu beschützen. Neptun sichert ihr dies zu: er habe sich schon immer für Aeneas eingesetzt.
Aen. 5, 779–815: lat. / dt. (Über dem Bild stehen die Verse 805–814.)
At Venus interea Neptunum exercita curis / adloquitur talisque effundit pectore questus: / „Iunonis gravis ira neque exsaturabile pectus / cogunt me, Neptune, preces descendere in omnis …“ – Tum Saturnius haec domitor maris edidit alti: / „Fas omne est, Cytherea, meis te fidere regnis, / unde genus ducis. Merui quoque; saepe furores / compressi et rabiem tantam caelique marisque.“  (779–782; 799–802)
Aber Venus indes, von empörenden Sorgen geängstigt, / Wendet das Wort zu Neptunus und bricht in solcherlei Klag' aus: / „Junos heftiger Zorn und unaussühnbarer Eifer / Nötiget mich, Neptunus, zu jeglicher Bitte der Demut …“ – Drauf antwortete dies der saturnische Herrscher des Meergrunds: / „Billig und recht, Cytherea, dass meinem Gebiet du vertrauest, / Dem du selber entstammst. Auch verdient' ich es: oft ja gebändigt / Hab' ich so grimmige Wut und das Toben des Meers und des Himmels.“

### Sechstes Buch
Fol. 45v: Aeneas und Achates treffen in Cumae vor dem Apollotempel die Sibylle. Mit ihr wird Aeneas in die Unterwelt hinabsteigen und seinen verstorbenen Vater Anchises aufsuchen: So hat es ihm dieser im Traum geraten.
Aen. 6, 33–54: lat. / dt. (Unter dem Bild stehen die Verse 45–50.)
Talibus adfata Aenean (nec sacra morantur / iussa viri) Teucros vocat alta in templa sacerdos. / Excisum Euboicae latus ingens rupis in antrum, / quo lati ducunt aditus centum, ostia centum, / unde ruunt totidem voces, responsa Sibyllae. / Ventum erat ad limen, cum virgo „Poscere fata / tempus“ ait; „deus, ecce deus!“ (40–46)
Also gebot dem Äneas die Priesterin; schnell von den Männern / Wird es vollbracht; und sie ruft in den ragenden Tempel die Teukrer. / Ausgehaun ist zur Höhle das Herz des euböischen Felsens: / Hundert geräumige Gäng' und Mündungen leiten zum Innern; / Hundertfach durchrollt sie Getön, weissagt die Sibylla. / Jetzt war die Mündung erreicht, da die Jungfrau: „Fordert das Schicksal!“ / Rufte; „Der Gott! O schauet, der Gott!“
Fol. 46v: Vor dem Eingang zur Unterwelt am Averner See in der Gegend von Misenum bringen Aeneas und die Sibylle den Gottheiten der Unterwelt ein großes Opfer dar. Das Bild gibt die von Vergil geschilderten Einzelheiten des Opferrituals erstaunlich genau wieder.
Aen. 6, 236–263: lat. / dt. (Unter dem Bild stehen die Verse 236–241.)
Quattuor hic primum nigrantis terga iuvencos / constituit frontique invergit vina sacerdos … Ecce autem primi sub limina solis et ortus / sub pedibus mugire solum et iuga coepta moveri / silvarum, visaeque canes ululare per umbram / adventante dea. „Procul, o procul este, profani“ / conclamat vates, „totoque absistite luco!“ (243–244; 255–259)
Hier nun war's, wo zuerst vier dunkelleibige Farren / Darstellt' und auf die Stirne die Priesterin neigte den Weinguss … Aber o sieh, um die Helle der nahenden Sonn' und den Aufgang / Brüllte das Land tief unter dem Fuß, es erbebten die Berghöhn / Samt dem Gehölz; auch tönt es wie Hundegeheul durch den Schatten, / Als annahte die Göttin. „Hinweg, o hinweg, Ungeweihte!“ / Ruft die Seherin laut, „und enthaltet euch ferne des Haines!“
Fol. 47v: Aeneas und die Sibylle betreten die Unterwelt. Sie sehen viele Ungeheuer, die nur Trugbilder sind; die Sibylle hält Aeneas davon ab, mit dem Schwert auf sie einzuschlagen. – Im Bild zu erkennen sind Kentauren, die Chimära und der Krieg (bellum), ferner die Hydra und Skylla. In der Mitte des Bildes steht die riesige Ulme, Sitz der nichtigen Träume. Der Maler hat Venus als Beschützerin ihres Sohnes hinzugefügt und den Götterboten Mercurius, der auch die Verstorbenen in die Unterwelt geleitet: Vergil hat die beiden Gottheiten in dieser Szene nicht erwähnt.
Aen. 6, 260–294: lat. / dt. (Über dem Bild stehen die Verse 264–272.)
Ibant obscuri sola sub nocte per umbram / perque domos Ditis vacuas et inania regna: / quale per incertam lunam sub luce maligna / est iter in silvis, ubi caelum condidit umbra / Iuppiter et rebus nox abstulit atra colorem. (268–272)
Beid' itzt gehn sie dunkel die einsam schattende Wacht durch, / Und durch Dis' einödes Gebiet und leere Behausung: / Wie bei zweifelndem Lichte des Monds in kärglichem Schimmer / Geht durch Waldung der Weg, wann trüb' umschattet den Himmel / Jupiter und rings alles entfärbt in Dämmerung schwebet.
Fol. 48v: Der Fährmann Charon hat Aeneas und die Sibylle über den Unterweltsfluss gesetzt. Nun nähern sie sich dem Höllenhund Kerberos. Im Hintergrund sitzt Minos und urteilt über die Verstorbenen; aus dem Topf werden Lose gezogen. Am rechten Bildrand kauern die kleinen Kinder (beschriftet: INFANTES).
Aen. 6, 417–433: lat. / dt. Über dem Bild stehen die Verse 414–416, darunter die folgenden:
Cerberus haec ingens latratu regna trifauci / personat adverso recubans immanis in antro. / Cui vates horrere videns iam colla colubris / melle soporatam et medicatis frugibus offam / obicit. Ille fame rabida tria guttura pandens / corripit obiectam, atque immania terga resolvit / fusus humi totoque ingens extenditur antro. (417–423)
Cerberus vorn, machtvoll dreischlündiges Bellen erhebend, / Hallt umher, ausdehnend den grässlichen Wuchs in der Felskluft; / Dem, da er schon voll Schlangen die Häls' aufsträubt, die Profetin / Einen betäubenden Kloß mit würzigen Säften und Honig / Vorwirft. Er, drei Rachen in rasendem Hunger eröffnend, / Schnappt den geworfnen hinweg, und den ungeheueren Rücken / Löst er gestreckt und ruht langhin durch die Höhle gebreitet.
Fol. 49r: Aeneas trifft verstorbene trojanische Bekannte, zuletzt den von Menelaos und Odysseus furchtbar zugerichteten Priamossohn Deiphobos. Dieser sah offenbar im Bild so schrecklich aus, dass ein früherer Besitzer des Codex ihn wegradierte. Dann erblicken Aeneas und die Sibylle den Strafort Tartaros. Dessen Tor bewacht die Furie Tisiphone.
Aen. 6, 494–561: lat. / dt. (Über dem Bild stehen die Verse 491–493, darunter die Verse 494–498, mit denen Deiphobos eingeführt wird.)
Respicit Aeneas subito et sub rupe sinistra / moenia lata videt triplici circumdata muro, / quae rapidus flammis ambit torrentibus amnis, / Tartareus Phlegethon, torquetque sonantia saxa. / Porta adversa ingens solidoque adamante columnae, / vis ut nulla virum, non ipsi exscindere bello / caelicolae valeant; stat ferrea turris ad auras, / Tisiphoneque sedens palla succincta cruenta / vestibulum exsomnis servat noctesque diesque. (548–556)
Plötzlich schaut Äneas zurück, und links an dem Felsen / Sieht er ein weites Verschloss mit dreifach umzingelnder Mauer; / Wo sich der Phlegethon rings mit dem Sturz aufstrudelnder Flammen / Windet, des Tartarus Strom, und tosende Steine daherrollt. / Vorn die gewaltige Pfort', und Gesäul aus gediegenem Demant: / Dass nicht Männergewalt, nicht selbst der Unsterblichen Angriff / Durchzubrechen vermag. Hoch ragt ein eiserner Turm auf. / Aber Tisiphone sitzt, den blutigen Mantel geschürzet, / Nacht und Tag schlaflos und bewahrt die Schwelle des Eingangs.
Fol. 52r: Aeneas legt den goldenen Zweig, den er auf Sibylles Rat hin in einem Wald in der Nähe von Cumae gefunden hatte, auf die Schwelle des Palastes von Pluto und Proserpina. n Dann begeben sich die Sibylle und er in die Gefilde der Seligen, wo Anchises wohnt. Die Seligen vergnügen sich mit Sport, Tanz und Gesang.
Aen. 6, 628–659: lat. / dt. (Unter dem Bild stehen die Verse 628–635.)
Largior hic campos aether et lumine vestit / purpureo; solemque suum, sua sidera norunt. / Pars in gramineis exercent membra palaestris, / contendunt ludo et fulva luctantur harena; / pars pedibus plaudunt choreas et carmina dicunt. (640–644)
Dort mit reinerer Hell' umschwebt die Gefilde der Äther / Klar, und eigene Sonn' erkennen sie, eigene Sterne. / Teils nun übt man die Glieder im grasigen Plane des Lustkampfs, / Mit wetteiferndem Spiel und ringt in gelblichem Sande. / Teils stampft man mit den Füßen den Tanz und singet das Chorlied.
Fol. 53v: Die Sibylle und Aeneas suchen das Tal auf, in dem sich Anchises aufhält. Aeneas versucht vergeblich, das Schattenbild seines Vaters zu umarmen. Anchises zeigt ihm die Seelen, die am Fluss Lēthē trinken, um die Erinnerungen an ihr letztes Leben auszulöschen.
Aen. 6, 669–751: lat. / dt. (Unter dem Bild stehen die Verse 669–676.)
Interea videt Aeneas in valle reducta / seclusum nemus et virgulta sonantia silvae, / Lethaeumque domos placidas qui praenatat amnem. / Hunc circum innumerae gentes populique volabant … (703–706)
Jetzo schaut Äneas im tief entzogenen Tale / Abgeschlossenen Hain und rauschende Büsche des Waldes, / Auch den lethäischen Bach, der die ruhigen Sitze vorbeischwimmt. / Diesen umschwärmeten rings unzählbare Völker und Stämme …
Fol. 57r: Anchises hat seinem Sohn die Seelen vorgestellt, die dereinst seine Nachfahren und berühmte Römer sein werden. Schließlich begleitet er seine Gäste zu den Toren der Träume. Aeneas und die Sibylle verlassen die Unterwelt durch das Elfenbeintor.
Aen. 6, 893–899: lat. / dt. Die 7 Verse stehen unter dem Bild:
Sunt geminae Somni portae, quarum altera fertur / cornea, qua veris facilis datur exitus umbris, / altera candenti perfecta nitens elephanto, / sed falsa ad caelum mittunt insomnia Manes. / His ibi tum natum Anchises unaque Sibyllam / prosequitur dictis portaque emittit eburna. / Ille viam secat ad naves sociosque revisit. (893-899)
Zwiefach sind die Pforten des Schlafs: die hornene nennt man / Eine, wodurch leichtschwebend die wahren Erscheinungen ausgehn; / Weiß die andre und hell aus Elfenbeine geglättet, / Doch ihr entsenden zur Luft falschgaukelnde Träume die Manen. / Als hieher Anchises den Sohn und zugleich die Sibylla / Redend geführt und entsandt aus der elfenbeinenen Pforte, / Wandelte jener den Weg zu der Flott' und fand die Genossen.

### Siebtes Buch
Fol. 58r: Neptun lässt die trojanischen Schiffe am Gestade der Zauberin Kirke vorbeisegeln: Es ist ratsam, die Tochter des Sonnengottes Sol und ihre Opfer aus sicherer Distanz zu betrachten …
Aen. 7, 10–24: lat. / dt. (Über dem Bild stehen die Verse 5–9.)
Proxima Circaeae raduntur litora terrae, / dives inaccessos ubi Solis filia lucos / adsiduo resonat cantu, tectisque superbis / urit odoratam nocturna in lumina cedrum / arguto tenuis percurrens pectine telas. / Hinc exaudiri gemitus iraeque leonum / vincla recusantum et sera sub nocte rudentum, / saetigerique sues atque in praesepibus ursi / saevire ac formae magnorum ululare luporum, / quos hominum ex facie dea saeva potentibus herbis / induerat Circe in vultus ac terga ferarum. (10–20)
Nah itzt werden gestreift des circäischen Landes Gestade: / Wo Sols prangende Tochter die unzugänglichen Haine / Immerdar mit Gesange durchhallt und in stolzer Behausung / Brennt zu nächtlichem Lichte die balsamduftende Zeder, / Emsig das feine Gespinst mit rasselndem Kamme durchwebend. / Dorther scholl dumpfdröhnend der Zorn unwilliger Löwen, / Welche, der Band' unfroh, aufbrülleten spät in der Dämmrung; / Auch hochborstige Säu' und eingestallete Bären / Wüteten; laut auch heulten die Bildungen mächtiger Wölfe: / Die aus Menschengestalt die mit Giftkraut schaltende Göttin / Circe grässlich verschuf in zottigen Wuchs des Gewildes.
Fol. 59v: In Latium sehen unterdessen König Latinus und seine Tochter Lavinia zwei Wunderzeichen, die sie auf die Ankunft der Trojaner vorbereiten: Ein Bienenschwarm lässt sich im Lorbeerbaum des Palastes nieder; und als Lavinia ein Altarfeuer anzündet, scheint das Feuer zuerst ihre Haare und dann das ganze Haus zu erfassen. (Beschriftung: vates = Seher, Prophet; minister = Opferdiener)
Aen. 7, 59–80: lat. / dt. (Über dem Bild stehen die Verse 52–58.)
Laurus erat tecti medio in penetralibus altis … / Huius apes summum densae (mirabile dictu) / stridore ingenti liquidum trans aethera vectae / obsedere apicem, et pedibus per mutua nexis / examen subitum ramo frondente pependit. / Continuo vates „Externum cernimus“ inquit / „adventare virum et partis petere agmen easdem / partibus ex isdem et summa dominarier arce.“ (59; 64–70)
Mitten stand im Palast, umringt von Sälen, ein Lorbeer … / Diesen umschwärmt' einmal (o wunderbar!) Bienengewimmel, / Das mit lautem Gesumm herzog durch heiteren Äther / Und auf den Wipfel sich senkt'; und die Füß' aneinander geklammert, / Hing urplötzlich der Schwarm an dem laubigen Zweige herunter. / Alsobald der Prophet: „Vom Ausland“, ruft er, „vom Ausland / Kommt, wir sehn es, ein Mann, und der Zug von der selbigen Seite / Dringt zu der selbigen ein und herrscht in der oberen Festung.“
Fol. 60v: König Latinus empfängt trojanische Gesandte.
Aen. 7, 192–273: lat. / dt. (Unter dem Bild stehen die Verse 195–200.)
Tali intus templo divum patriaque Latinus / sede sedens Teucros ad sese in tecta vocavit, / atque haec ingressis placido prior edidit ore: / „Dicite, Dardanidae (neque enim nescimus et urbem / et genus, auditique advertitis aequore cursum), / quid petitis? Quae causa rates aut cuius egentis / litus ad Ausonium tot per vada caerula vexit? (…)“ (192–198)
In so stattlichem Tempel der Himmlischen dort auf dem Erbthron / Thronte Latinus, und lud die Teukrer o herein in das Obdach. / Als sie genaht, da sprach er zuerst mit ruhigem Antlitz: / „Sagt mir, Dardanionen (denn fremd ist weder die Stadt uns / Noch das Geschlecht, von dem Rufe verkündiget kommt ihr zur Anfahrt), / Was ihr begehrt? Was suchend die Flott', und wessen bedürfend, / Sie zum ausonischen Strande so viel Meerwogen durchschifft hat?“
Fol. 63r: Latinus lässt schnelle und kostbar ausgestattete Pferde bringen, als Gastgeschenke für die Trojaner.
Aen. 7, 274–285: lat. / dt. (Unter dem Bild stehen die Verse 274–280.)
Haec effatus equos numero pater eligit omni / (stabant ter centum nitidi in praesepibus altis); / omnibus extemplo Teucris iubet ordine duci / instratos ostro alipedes pictisque tapetis … (274–277)
So der Vater, und wählte sich Ross' aus der sämtlichen Anzahl. / Schau, drei Hunderte glänzten, gepflegt an erhabenen Krippen. / Jeglichem Teukrer sofort daherzuführen gebeut er / Flüchtige Gäule, mit Purpur gedeckt und prangendem Stickwerk …
Fol. 64v: Die Zeichen scheinen auf Frieden zu stehen, aber die göttliche Erzfeindin der Trojaner hat andere Pläne: Juno beauftragt die Furie Allecto damit, einen Krieg zu entfachen. Auf der rechten Bildseite ist der Eingang zur Unterwelt zu sehen, aus der Allecto gekommen ist.
Aen. 7, 323–340: lat. / dt. Unter dem Bild stehen die folgenden Verse:
Haec ubi dicta dedit, terras horrenda petivit; / luctificam Allecto dirarum ab sede dearum / infernisque ciet tenebris, cui tristia bella / iraeque insidiaeque et crimina noxia cordi. / Odit et ipse pater Pluton, odere sorores / Tartareae monstrum: Tot sese vertit in ora, / tam saevae facies, tot pullulat atra colubris. (323–329)
Also redete jen', und zur Erd' hin lenkte sie graunvoll. / Jetzt Alekto, des Grams Unhold', aus der Diren Behausung / Ruft sie und tief aus den Nächten herauf, der traurige Fehde, / Zorn, nachstellender Groll und arge Beschuldigung Freud' ist. / Selbst dem Pluto verhasst, und selbst den tartarischen Schwestern / Ist das Scheusal verhasst; so wechselt sie grässliche Bildung, / So graunvolle Gestalt; so schwarz keimt jene von Nattern.
Fol. 66v: Allecto hat bereits Lavinias Mutter gegen Aeneas aufgehetzt und ebenso Turnus, den jungen König der benachbarten Rutuler, der sich bisher Hoffnungen auf Lavinias Hand machen durfte. Nun sorgt die Furie dafür, dass Aeneas' Sohn Ascanius/Iulus auf der Jagd einen zahmen Hirsch erlegt, der den Landbewohnern lieb war. Daraufhin greifen diese die Trojaner an; es kommt zum ersten Gefecht.
Aen. 7, 475–510: lat. / dt. (Unter dem Bild stehen die Verse 503–509.)
Dum Turnus Rutulos animis audacibus implet, / Allecto in Teucros Stygiis se concitat alis, / arte nova, speculata locum, quo litore pulcher / insidiis cursuque feras agitabat Iulus. / Hic subitam canibus rabiem Cocytia virgo / obicit et noto naris contingit odore, / ut cervum ardentes agerent; quae prima laborum / causa fuit belloque animos accendit agrestis. (475–482)
Weil nun Turnus zum Krieg mutatmende Rutuler antreibt, / Sucht Alekto die Teukrer im Schwung der stygischen p Flügel, / Spähend mit neuem Betruge den Ort, wo das Wild am Gestade / Durch Nachstellung und Lauf du umhertriebst, schöner Iulus. / Plötzlich erregt sie die Hunde zur Wut, die kokytische Jungfrau, / Und mit bekanntem Geruche den Stöbernden rührt sie die Schnauzen, / Dass sie in Eifer den Hirsch aufjageten. Dies war des Jammers / Erster Beginn, und entflammte zu Krieg die ländlichen Herzen.
Fol. 67v: Juno öffnet eigenhändig die ‚Tore des Krieges‘, weil Latinus es nicht tun wollte.
Aen. 7, 607–622: lat. / dt. (Unter dem Bild stehen die Verse 607–613.)
Hoc et tum Aeneadis indicere bella Latinus / more iubebatur tristisque recludere portas. / Abstinuit tactu pater aversusque refugit / foeda ministeria, et caecis se condidit umbris. / Tum regina deum caelo delapsa morantis / impulit ipsa manu portas, et cardine verso / Belli ferratos rumpit Saturnia postis. (616–622)
Jetzt auch ward nach der Weise den Äneaden Latinus / Streit zu verkünden ermahnt und die traurigen Pforten zu öffnen. / Doch nicht streckte der Vater die Hand, und gewendet entfloh er / Vor dem verhassten Geschäft, und barg sich in einsames Dunkel. / Aber die Königin selbst der Unsterblichen schwang sich vom Äther, / Drängte die Pforten zurück mit der Hand, und drehend die Angel / Sprengte die eisernen Pfosten des Kriegs die saturnische Göttin.

### Achtes Buch
Fol. 69r: Aeneas erblickt ein Wunderzeichen, das ihm der Flussgott Tiberinus im Traum versprochen hat: eine weiße Sau mit dreißig Ferkeln, am Flussufer unter Eichen. Das ist ein Zeichen dafür, dass Latium die neue Heimat der Trojaner sein wird und dass Ascanius dreißig Jahre später die Stadt Alba Longa gründen wird (alba: ‚die weiße‘). – Aeneas schöpft gerade Wasser aus dem Fluss und betet zum Flussgott und zu den Nymphen, dass sich der Traum erfüllen möge.
Aen. 8, 42–85: lat. / dt. (Unter dem Bild stehen die Verse 71–77.)
„ … Iamque tibi, ne vana putes haec fingere somnum, / litoreis ingens inventa sub ilicibus sus / triginta capitum fetus enixa iacebit, / alba solo recubans, albi circum ubera nati. / Ex quo ter denis urbem redeuntibus annis / Ascanius clari condet cognominis Albam. …“ (42–45; 47–48)
„… Bald (nicht dünke der Traum dir ein täuschender) nahet der Tag, wann, / Unter des Bords Steineichen die ungeheuere Bache / Nach der Geburt dir, umwühlt von dreißig Frischlingen, daliegt, / Weiß, am Boden gestreckt, und weiß um die Euter die Ferklein. / Denn Askanius baut nach dreißig kehrenden Jahren / Eine Stadt, und nennt mit gepriesenem Namen sie Alba. …“

### Neuntes Buch
Aeneas ist auf Anraten des Gottes Tiberinus mit zwei Schiffen flussaufwärts gefahren, um Verbündete zu gewinnen. Er kehrt lange nicht zurück. In seiner Abwesenheit geraten die Trojaner in arge Bedrängnis.
Fol. 71r: Die Rutuler wollen die trojanischen Schiffe anzünden. Die Göttin Kybele, aus deren Wäldern das Bauholz stammt, rettet sie, indem sie sie in Nymphen verwandelt.
Aen. 9, 77–125: lat. / dt. (Unter dem Bild stehen die Verse 118–125.)
„ … Vos ite solutae, / ite deae pelagi; genetrix iubet.“ Et sua quaeque / continuo puppes abrumpunt vincula ripis / delphinumque modo demersis aequora rostris / ima petunt. Hinc virgineae (mirabile monstrum) / reddunt se totidem facies pontoque feruntur.  (116–122)
„ … Ihr, geht mir gelöset, / Geht, Göttinnen des Meers; die Erzeugerin will's!“ – Und auf einmal / Reißen die Barken gesamt vom Steuerende das Strandseil, / Und nach Art der Delfine mit niedertauchenden Schnäbeln / Fahren sie unter die Flut. Dann (seltsames Wunder!) wie Jungfraun / Heben sie, gleich an Zahl, sich empor, und durchfliegen die Meerflut.
Fol. 72v: Die Rutuler haben das Lager der Trojaner umzingelt. Messapus ist der Befehlshaber der Belagerungstruppe.
Aen. 9, 159–175: lat. / dt. Unter dem Bild stehen die folgenden Verse:
Interea vigilum excubiis obsidere portas / cura datur Messapo et moenia cingere flammis. / Bis septem Rutuli muros qui milite servent / delecti, ast illos centeni quemque sequuntur / purpurei cristis iuvenes auroque corusci. (159–163)
Aber die Tor' indessen mit wachsamer Hut zu belagern, / Wird dem Messapus vertraut, und die Stadt zu umgürten mit Feuern. / Vierzehn werden, die Wälle mit Rutulervolk zu bewachen, / Auserwählt; und es folgen der Jünglinge jeglichem hundert, / Wallend mit purpurnem Busch, und hell im Schimmer des Goldes.
Fol. 73v: Die belagerten Trojaner halten Rat; den Vorsitz hat der junge Ascanius. Zwei Helden, Nisus und Euryalus, melden sich freiwillig, um den Belagerungsring zu durchbrechen und Aeneas zu benachrichtigen. Der ehrwürdige Aletes preist ihren Mut.
Aen. 9, 226–262: lat. / dt. (Über dem Bild stehen die Verse 228–233, darunter steht der Vers 234.)
Cetera per terras omnis animalia somno / laxabant curas et corda oblita laborum: / Ductores Teucrum primi, delecta iuventus, / consilium summis regni de rebus habebant, / quid facerent quisve Aeneae iam nuntius esset. (224–228)
Alles umher in den Landen, was atmete, löset' im Schlummer / Still von Sorge das Herz, und vergaß mühseliger Arbeit. / Nur die Gebieter des Heers, die erlesene Dardanerjugend, / Sannen in Ratsversammlung das Heil des gefährdeten Reiches: / Was zu tun, wer jetzt dem Äneas trüge die Botschaft.
Fol. 74v: Turnus gelingt es, einen Turm des trojanischen Lagers in Brand zu stecken; der Turm stürzt ein. Die Angreifer schützen sich durch ein Schilddach vor Steinen und Geschoßen der Verteidiger. – Dies ist das letzte erhaltene Bild im Codex Vergilius Vaticanus.
Aen. 9, 530–541: lat. / dt. (Unter dem Bild – kaum noch lesbar – stehen die Verse 530–535.)
Princeps ardentem coniecit lampada Turnus / et flammam adfixit lateri, quae plurima vento / corripuit tabulas et postibus haesit adesis. / Turbati trepidare intus frustraque malorum / velle fugam. Dum se glomerant retroque residunt / in partem quae peste caret, tum pondere turris / procubuit subito et caelum tonat omne fragore. (535–541)
Erst nun schleuderte Turnus die hell auflodernde Fackel; / Und fest haftet der Seite die Glut, die, vom Winde gemehret, / Rasch das Getäfel ergreift und den fangenden Pfosten sich anschmiegt. / Angstvoll wühlt inwendig Gewirr, und umsonst nach Errettung / Trachten sie. Weil nun gedrängt die entbebende Schar sich zurückzieht, / Dorthin, wo die Zerstörung noch schont, jetzt unter der Last sank / Plötzlich der Turm mit Gekrach, dass laut durch den Himmel es donnert.